# Colette Capdevielle
Pour les articles homonymes, voir Capdevielle.
Colette Capdevielle, née le 14 octobre 1958 à Orthez (Basses-Pyrénées), est une avocate et femme politique française.
Membre du Parti socialiste, elle est députée de la 5e circonscription des Pyrénées-Atlantiques de 2012 à 2017 et à nouveau depuis 2024 dans le cadre du Nouveau Front populaire.

## Biographie

### Famille
Son père est basco-béarnais, et sa mère landaise.

### Études
Elle étudie pendant trois mois la gestion des entreprises et des administrations bilingue, et abandonne la section pour la fac de droit à Bayonne et à Pau. À Bordeaux, en troisième année de Sciences Po, elle renonce à passer les examens de fin de cursus, pour partir à l'étranger, avec son amoureux, et ne garde aucun regret : « cela s'appelle toujours suivre ses passions ».

### Avocate
Elle prête serment devant la Cour d’Appel de Pau le 14 septembre 1987, et exerce au Barreau de Bayonne depuis cette même année.
Si elle reste une avocate généraliste, elle a beaucoup exercé en droit des étrangers ou en droit de la famille.

#### Droit de la famille et homoparentalité
Colette Capdevielle a défendu plusieurs couples de femmes qui avaient eu recours à une insémination artificielle avec donneur en Espagne. Afin d'offrir une protection à la compagne et aux enfants, elle a fait des demandes de partage d'autorité parentale, seul outil existant alors dans le droit, pour aménager les situations des familles homoparentales.
Le 26 octobre 2011, elle obtient une victoire importante pour la reconnaissance du droit des parents homosexuels, avec la reconnaissance, par une juge aux affaires familiales de Bayonne, du partage de l’autorité parentale pour la compagne pacsée d’une mère célibataire sur les enfants de cette dernière,.
Cet engagement de Me Colette Capdevielle explique son investissement dans le projet de loi ouvrant le mariage aux couples de personnes de même sexe en France. Pour elle, la loi est surtout « un pas de géant pour la reconnaissance de ces familles qui existent socialement, affectivement, mais pas juridiquement ».

#### Procès de«la Négresse»
Me Colette Capdevielle a accepté d'être l'avocate, avec Me William Bourdon, de l'écrivain et militant Karfa Diallo. À la suite de son interpellation alors qu'il animait une manifestation en gare de Biarritz, afin de sensibiliser la population au caractère raciste et sexiste de la dénomination du quartier de La Négresse, Karfa Diallo fut poursuivi pour rébellion, et deux policiers se sont portés partie civile.
L'audience s'est tenue devant le tribunal correctionnel de Bayonne le 3 décembre 2020. Le 14 janvier 2021, Me William Bourdon et Me Colette Capdevielle ont obtenu la relaxe pour Karfa Diallo, de même que les plaintes des policiers ont été déboutées.
Une autre procédure est en cours dans laquelle Karfa Diallo porte plainte auprès de l'IGPN pour violences par une personne dépositaire de l’autorité publique, s'estimant victime d'une brutalité excessive lors de son interpellation.

## Parcours politique

### Au Palais Bourbon

#### Premier mandat
Après une investiture gelée dans la perspective d'un éventuel parachutage d'un candidat parisien car « les instances du PS pensaient qu'il fallait un homme pour battre Jean Grenet », elle les « prend de court », notamment grâce au soutien de Pierre Moscovici et devient députée de la 5e circonscription des Pyrénées-Atlantiques le 17 juin 2012. Colette Capdevielle totalise 56,47 % au second tour, face au candidat de centre-droit Jean Grenet (PRV). Dans sa circonscription, elle a mis en place un jury citoyen, chargé d'attribuer de manière transparente sa réserve parlementaire.
Colette Capdevielle est la 3e vice-présidente du groupe socialiste, républicain et citoyen (SRC) puis socialiste, écologiste et républicain (SER) à l'Assemblée. Elle siège à la commission des Lois et occupe du 15 novembre 2016 au 20 juin 2017 la fonction de juge suppléante à la Cour de justice de la République.
Pendant son mandat de parlementaire, elle s'est particulièrement investie dans les travaux sur le projet de loi ouvrant le mariage aux couples de personnes de même sexe, le projet de loi de réforme pénale, ou encore le projet de loi de modernisation de la justice du XXIe siècle, dont elle est co-rapporteure avec le sénateur Thani Mohamed Soilihi.

#### Scrutin de 2017
Candidate à sa réélection en tant que députée en 2017, elle finit deuxième au premier tour, avec 13,24 % des voix, loin derrière la candidate Florence Lasserre (MoDem), qui emporte 37,11 % des voix. Au second tour, Colette Capdevielle obtient 42,97 %, contre 57,03 % pour l'autre candidate.

#### Second mandat
Elle retrouve son siège de députée toujours sous les couleurs socialistes, et avec l'investiture du Nouveau Front populaire dans un accord qui comprenait l'Euskal Herria Bai lors des élections législatives anticipées de 2024. Elle arrive en tête du premier tour avec 32,30 % des voix, et l'emporte au second avec 62,64 %,, face au candidat du Rassemblement national Serge Rosso, et succède ainsi à Florence Lasserre, députée membre du MoDem de 2017 à 2024.
Colette Capdevielle est de nouveau membre du groupe Socialistes et apparentés de l'Assemblée nationale.
Elle est la candidate de sa coalition pour la présidence de la commission des lois. Aux deux premiers tours de scrutin, elle obtient 25 puis 26 voix, au coude-à-coude avec Florent Boudié du camp présidentiel, avec 26 voix aux deux tours. Elle échoue au troisième et dernier tour, étant donné que le « Rassemblement national [...] a apporté ses voix à Florent Boudié en commission des lois ». La députée devient néanmoins secrétaire de la commission, et donc membre du bureau. 
Elle siège aussi à la commission des affaires européennes.

### Au sein du parti
Son mentor est Nicole Péry, secrétaire d'État aux Droits des femmes et à la Formation professionnelle de 1998 à 2002 et vice-présidente du Parlement européen de 1984 à 1997.
Colette Capdevielle est signataire du manifeste de La Gauche forte, qui est un club de réflexion interne au Parti socialiste créé en janvier 2013 pour constituer une cellule de riposte aux arguments du Front national et à la droitisation d'une partie de l'UMP. Avec Yann Galut, Alexis Bachelay, et Marie-Anne Chapdelaine, ils demandent à Nicolas Sarkozy de renoncer à ses privilèges d'ancien Président de la République française.

#### Présidentielle de 2017
En tandem avec George Pau-Langevin et Francis Lec, elle est chargée du projet Justice & Institutions dans la campagne de Vincent Peillon pour la primaire citoyenne de 2017. Elle est également membre de son comité politique,.

### Au niveau local et régional
Colette Capdevielle est conseillère régionale d'Aquitaine de 1998 à 2004 au sein de la majorité relative d'Alain Rousset par une alliance entre le PS, le Parti communiste français, les Verts et le Mouvement des radicaux de gauche .
Elle est conseillère municipale à Bayonne dans le groupe d'opposition « Bayonne ville ouverte », et aussi conseillère communautaire de l'Agglomération Côte Basque-Adour de 2008 à 2017,, date de sa disparition, et enfin à la Communauté d'agglomération du Pays Basque,.

## Prises de positions

### Contrainte pénale
En tant que responsable du groupe PS à la commission des lois, elle porte un amendement qui étend de la contrainte pénale à tous les délits, quand elle était limitée dans le texte gouvernemental aux délits dont la peine encourue était de cinq ans ou moins. Elle bénéficie du soutien tacite de Christiane Taubira, mais pas des ministres Manuel Valls et Bernard Cazeneuve, qui demandent son retrait.

### Simplification des petits héritages
En 2014, elle est nommée rapporteure du projet de loi pour simplifier les démarches de transmission des héritages de moins de 5 300 euros, dans un contexte d'augmentation du nombre de renonciations de plus de 25 % entre 2004 et 2012, quand cela concerne près d'un tiers des héritages du pays.

### Collectivité territoriale à statut particulier pour le Pays Basque
Elle publie en 2013 une tribune dans Le Monde pour soutenir le projet de collectivité territoriale à statut particulier pour le Pays Basque, en accord avec le « socialisme girondin, visionnaire, internationaliste, porteur des valeurs de liberté, d'égalité et de fraternité qui fondent notre République ».

### Défense de l'IVG
Après le parallèle de Marc Aillet, évêque de sa circonscription, entre l'interruption volontaire de grossesse et les crimes l'organisation terroriste islamiste Daech, elle interpelle la Ministre des Affaires sociales, de la Santé et des Droits des femmes Marisol Touraine dans une question au gouvernement pour demander le bilan du programme national d'action visant à améliorer l'accès à l'IVG, et précise que « notre pays connaît des attaques sexistes que l'on croyait révolues et d’un autre temps ».

### ETA
Elle fait partie des plusieurs milliers de manifestants pour demander la libération des cinq personnes de la société civile interpellées qui devaient filmer la destruction d’armes provenant de l’arsenal de l’ETA.

### Propos racistes du directeur de la prison de Bayonne
La députée saisit la garde des sceaux Christiane Taubira et demande une enquête après avoir lu « des commentaires racistes qu’aurait diffusés sur les réseaux sociaux Gérard Brillon ».

### Aide aux migrants
Face à une situation inhabituelle dans la ville de Bayonne en 2018, elle fait partie des acteurs de la société civile qui organisent l’aide aux migrants. Ainsi, elle héberge chez elle un guinéen.

### Massacre de Thiaroye
Elle lance le 28 novembre 2024 avec Aurélien Taché du groupe LFI-NFP une nouvelle proposition de commission d’enquête à l’issue de réunions du collectif du 80e anniversaire du massacre de Thiaroye réunissant historiens, parlementaires et citoyens. L’exposé des motifs soulève notamment la question de la complétude des archives, la mémoire de l’évènement, l’existence et la localisation de fosses communes, et l’indemnisation des victimes et de leurs ayant droits.

## Victime de harcèlement
Quand Jean Lassalle est rattrapé par des accusations de harcèlement et d'agressions sexuelles dans la foulée de l’appel #balancetonporc, elle rapporte « qu’il lui a proposé de se doucher avec lui dans les douches mixtes de l’Assemblée ». Elle dénonce ces agissements avec  la journaliste Mié Kohiyama et la directrice de la communication du Parti communiste Julia Castanier

## Décorations
- Chevalière de la Légion d'honneur, le 14 juillet 2019[47] en reconnaissance d'une carrière d'avocate déjà longue (31 ans de service en 2019), de ses actions pour le Pays basque et l'agglomération bayonnaise et de ses engagements militants[48].

## Synthèse des résultats électoraux

### Présidence de la commission des lois à l’Assemblée nationale
| Année | Groupe | Groupe | Coalition | Coalition | 1er tour | 1er tour | 1er tour | 2e tour | 2e tour | 2e tour      | 3e tour | 3e tour | 3e tour | Issue  |
| Année | Groupe | Groupe | Coalition | Coalition | Voix     | %        | Rang     | Voix    | %       | Rang         | Voix    | %       | Rang    | Issue  |
| ----- | ------ | ------ | --------- | --------- | -------- | -------- | -------- | ------- | ------- | ------------ | ------- | ------- | ------- | ------ |
| 2024  |        | SOC    |           | NFP       | 25       | 36,76    | 2e       | 26      | 38,23   | 1re ex aequo | 28      | 39,44   | 2e      | Battue |

### Élections législatives
| Année | Parti  | Parti | Circonscription             | 1er tour | 1er tour | 1er tour | 2d tour | 2d tour | Issue |
| Année | Parti  | Parti | Circonscription             | Voix     | %        | Rang     | Voix    | %       | Issue |
| ----- | ------ | ----- | --------------------------- | -------- | -------- | -------- | ------- | ------- | ----- |
| 2012  |        | PS    | 5e des Pyrénées-Atlantiques | 18 756   | 37,70    | 1re      | 27 067  | 56,47   | Élue  |
| 2017  | 6 253  | PS    | 5e des Pyrénées-Atlantiques | 13,24    | 2e       | 15 536   | 42,97   | Battue  |       |
| 2024  | 22 643 | PS    | 5e des Pyrénées-Atlantiques | 32,30    | 1re      | 40 607   | 62,64   | Élue    |       |